# Freyella recta
Freyella recta is een achtarmige zeester uit de familie Freyellidae.
De wetenschappelijke naam van de soort werd in 1907 gepubliceerd door René Koehler. De beschrijving is gebaseerd op een exemplaar met een centrale schijf, en daarnaast een dozijn losse armen, in 1905 verzameld vanaf de Princesse Alice, het jacht van Albert I van Monaco, op de Mid-Atlantische Rug, tussen de Azoren en de Maagdeneilanden, 31°45'N, 42°42'W, op 3465 meter diepte.